# Azerbejdżan na Letniej Uniwersjadzie 2007
Azerbejdżan na Letniej Uniwersjadzie w Bangkoku reprezentowało 24 zawodników. Azerowie zdobyli jeden złoty medal.

## Medale

### Złoto
- Ramil Gasimov – judo, kategoria poniżej 66 kg